# فرودگاه ولی‌ویو
فرودگاه ولی‌ویو (به انگلیسی: Valleyview Airport) یک فرودگاه همگانی است که یک باند فرود آسفالت دارد و طول باند آن ۱۰۰۶ متر است. این فرودگاه در کشور کانادا قرار دارد و در ارتفاع ۷۴۲ متری از سطح دریا واقع شده است.